# أبتون (ميزوري)
أبتون (بالإنجليزية: Upton)‏ هي إحدى المجتمعات الفردية (غير مصنفة) في ولاية ميزوري في الولايات المتحدة الأمريكية.